# Gouvernement Hornsrud
Lykke Mowinckel II
Le Gouvernement Hornsrud est un gouvernement norvégien mené par Christopher Hornsrud. Ce gouvernement est à la tête de la Norvège du 28 janvier 1928 au 15 février 1928. C'est, à ce jour, le gouvernement le plus éphémère qu'ait connu la Norvège.

## Contexte
En octobre 1927, ont eu lieu des élections législatives qui ont donné le Parti travailliste grand vainqueur et, pour la première fois, premier parti de Norvège.
Lorsque le gouvernement Lykke tombe au mois de janvier, Ivar Lykke insiste auprès du roi pour que celui-ci fasse appel au Bondepartiet afin de former un nouveau gouvernement. Mais le roi, qui est le garant des institutions, refuse : il choisit de suivre les règles édictées par l'Assemblée et fait donc appel à Christopher Hornsrud.

## Composition
Le gouvernement n'est formé que de personnes issues du Parti travailliste. Il n'y eut aucun remaniement.
| Ministère                                 | Nom                      |
| ----------------------------------------- | ------------------------ |
| Premier Ministre et Ministre des Finances | Christopher Hornsrud     |
| Ministre des Affaires étrangères          | Edvard Bull              |
| Ministre de la Défense                    | Christian Fredrik Monsen |
| Ministre du culte et de l'Enseignement    | Olav Martinius Steinnes  |
| Ministre de la Justice                    | Cornelius Holmboe        |
| Ministre du Commerce                      | Anton L. Alvestad        |
| Ministre du Travail                       | Magnus Nilssen           |
| Ministre de l'Agriculture                 | Johan Nygaardsvold       |
| Ministre des Affaires sociales            | Alfred Madsen            |

## Programme et chute
Le gouvernement souhaitait faciliter et préparer la transition vers une société socialiste. Il était sinon question de préparer le désarmement complet de la Norvège. Enfin toutes les réformes qui seraient menées seraient financées par des lois fiscales taxant fortement les plus riches.
Le gouvernement tombe à la suite d'un vote de défiance, lié à une demande du parti libéral Venstre car le gouvernement refusait de soutenir les banques en période de crise économique.

## Conséquences
À la suite de la chute du gouvernement, le roi demande à Johan Ludwig Mowinckel de former un nouveau gouvernement libéral qui restera plus de trois ans au pouvoir et qui sera depuis l'indépendance en 1905 le gouvernement le plus long après le Gouvernement Knudsen II.
Malgré une période de gouvernance très courte, le cabinet Hornsrud a une importance capitale pour le Parti travailliste norvégien car il a montré que d'une part il était capable de former un gouvernement et d'autre part de se plier aux règles démocratiques.